# Богемна рапсодія
Богемна рапсодія (англ. Bohemian Rhapsody) — американо-британський біографічний фільм 2018 року про гурт «Queen» та події з життя його учасників. Фільм охоплює період з 1970 по 1985 рік. 
Фільм отримав змішані відгуки від критиків: вони критикували режисуру та історичні неточності, але акторська гра Рамі Малека отримала одностайну похвалу.

## Сюжет
У 1970 році в Лондоні Фаррух "Фредді" Булсара, біженець-парс із Занзібару, працює вантажником багажу в аеропорту Гітроу і живе з батьками та сестрою. Одного разу Фаррух вирушає до пабу та потрапляє на виступ студентської рок-групи "Smile". Гурт так його здивував, що він вирушає на вулицю шукати музикантів, і врешті, знайомиться з барабанщиком Роджером Тейлором та гітаристом Браяном Меєм. Дізнавшись від них про вихід з групи свого вокаліста-басиста Тіма Стаффелла, Фаррух пропонує взяти його як вокаліста і Роджер з Браяном приймають його до гурту. У Фредді та Мері починаються романтичні стосунки. 
З Фредді як співаком та Джоном Діконом на басі, гурт "Smile" продовжує виступати. Фредді закликає своїх колег по гурту думати масштабніше і пропонує продати свій тур-фургон для запису дебютного альбому. Представник A&R від EMI Records, що спостерігав за експериментами групи, просить звукорежисера Роя Томаса Бейкера про їх демозапис. Фредді змінює назву групи на Queen, а юридично змінює власне ім'я на Фредді Мерк'юрі.
Група підписує контракт з Джоном Рідом, менеджером Елтона Джона, і отримує контракт з EMI. Поява на Top of the Pops дає Queen хіт-рекорд «Killer Queen». Після гастролей з промоушена альбому Мері та Фредді заручилися. Альбом потрапив до чартів в Америці, і група починає sold-out американське турне, де Фредді починає ставити під сумнів свою сексуальність.
У 1975 році Queen записує свій четвертий альбом "A Night at the Opera", але залишає EMI, коли виконавчий Рей Фостер відмовляється випустити оперну "Bohemian Rhapsody" тривалістю 6 хвилин як головний сингл.
Пісня дебютувала на радіо Capital завдяки ді-джею Кенні Еверетту. Попри неоднозначні відгуки, вона стає хітом. Під час світового турне Queen, Фредді починає стосунки з Полом Прентером, щоденним менеджером гурту. Зіткнувшись з Мері, Фредді робить камінг-аут як бісексуал, хоча вона запевняє його, що він гей. Вони закінчують стосунки, але продовжують залишатися найкращими друзями, і вона залишається жити по сусідству, коли він купує екстравагантний будинок у 1980 році.
Напруга виникає в колективі, коли Фредді занурюється у розпусту з маніпулятивним Полом. Після влаштованої Фредді пишної вечірки, Фредді зустрічає офіціанта Джима Хаттона. Вони балакають і зливаються в поцілунку. Тим часом Браян Мей пише "We Will Rock You" як пісню, яку можуть зіграти глядачі. Після успішного шоу з її виконанням, Пол залучає Ріда, щоб запропонувати Фредді розпочати сольну кар'єру і покінчити з Queen, посилаючись на успішну сольну кар'єру Майкла Джексона. Розгнівавшись, Фредді звільняє його, тим самим посиливши напругу в гурті. В цей час Джон Дікон пише неперевершений бас-риф, який зрештою призводить до наступного хіта гурту "Another One Bites The Dust".  На пресконференції, присвяченій виходу альбому Hot Space 1982 року, Фредді бомбардують питаннями про його особисте життя.
У 1984 після виходу скандального кліпу на пісню "I Want to Break Free" та заборони його MTV у Сполучених Штатах Америки, Фредді оголошує про свою сольну угоду на 4 мільйони долара із CBS Records, фактично розбивши групу. У цьому ж році Фредді переїжджає до Мюнхена, щоб працювати над своїм першим сольним альбомом Mr. Bad Guy. Мері, яка зараз вагітна і стурбована через Фредді, приїхавши з Лондону, розповідає йому про благодійний концерт "Live Aid" та закликає його повернутися додому.
Дізнавшись, що Пол утримав цю новину від нього, Фредді порвав з ним усі зв'язки. Фредді повертається до Лондона, мириться зі своїми колегами. Пройшовши медичні обстеження, Фредді виявляє, що заразився ВІЛ. Він розповідає це своїм друзям, які підтримують його.
У день «Live Aid», перед самим концертом, Фредді зустрівся з Джимом Гаттоном та разом з ним пішов на Вемблі. Фільм закінчується 20-хвилинним сетом на сцені, під час якого гурт виконує "Bohemian Rhapsody", "Radio Ga Ga", "Hammer to Fall" та закінчуючи "We Are the Champions", допомагають збільшити пожертви та перетворити подію на величезний успіх.

## У ролях
- Рамі Малек — Фредді Мерк'юрі
- Люсі Бойнтон — Мері Остін
- Джозеф Маццелло — Джон Дікон
- Майк Маєрс — Рей Фостер
- Бен Гарді — Роджер Тейлор
- Ейдан Гіллен — Джон Рід
- Гвілім Лі — Браян Мей
- Том Голландер — Джим Біч
- Аллен Ліч — Пол Прентер

## Український дубляж
- Олександр Погребняк — Фредді Мерк'юрі
- Дарина Муращенко — Мері Остін
- Дмитро Сова — Браян Мей
- Юрій Сосков — Роджер Тейлор
- Андрій Федінчик — Джон Дікон
- Андрій Твердак — Джон Рід
- Павло Скороходько — Пол Прентер
- Михайло Войчук — Джим Біч
- Михайло Кришталь — Рей Фостер
- Роман Чорний — Джим Гатон
- Олег Лепенець — Боммі
- Дмитро Завадський — Р. Т. Бейкер
- А також: Олександр Завальський, Євген Сардаров, Роман Молодій, Володимир Канівець, Олександр Чернов, Дмитро Рассказов-Тварковський, Катерина Башкіна, Катерина Петрашова, Володимир та Дмитро Терещуки, Оксана Поліщук, Дмитро Гаврилов, Лідія Муращенко, Андрій Мостренко, Матвій Ніколаєв, Андрій Соболєв.

Фільм дубльовано студією «Postmodern» у 2018 році.
- Перекладач — Олег Колесніков
- Режисер дубляжу — Катерина Брайковська
- Звукорежисер — Андрій Желуденко
- Координатор проєкту — Ольга Нагієвич

## Музика
Офіційний саундтрек до фільму містить декілька хітів «Queen» та 11 раніше не опублікованих записів, у тому числі п'ять треків з їхнього 21-хвилинного живого виступу в липні 1985 року. Вийшов на звукозаписувальному лейблі Hollywood Records на компакт-диску, аудіокасеті та в цифровому форматі 19 жовтня 2018 року.

## Цікаві факти
- На відміну від героя фільму, для реального Мерк'юрі гурт Queen був далеко не першим музичним колективом, з яким він виступав на сцені.[4]

- Продюсера Рея Фостера (актор Майк Маєрс), який відмовився надсилати «Богемну рапсодію» на радіо через тривалість пісні, насправді не існувало. Ця сцена — посилання на відомий фільм «Світ Вейна», в якому грає Маєрс.[4]

- Насправді Фредді Мерк'юрі не звільняв Джона Ріда «на задньому сидінні лімузина». Рід пішов сам у 1977 році та зберіг добрі стосунки з Queen.[4]

- Між Мерк'юрі та рештою колективу Queen насправді ніколи не було «розривів», хлопці вільно виступали як разом, так і соло.[4]

## Номінації й нагороди
| Премія                               | Дата церемонії  | Категорія                        | Одержувачі та номінації                                           | Результат | Дж.           |
| ------------------------------------ | --------------- | -------------------------------- | ----------------------------------------------------------------- | --------- | ------------- |
| Міжнародний фестиваль у Палм Спрінгс | 2019            | За видатні досягнення            | Рамі Малек                                                        | Перемога  | [ 5 ]         |
| Золотий глобус                       | 6 січня 2019    | Найкращий фільм — драма          | Богемна рапсодія                                                  | Перемога  | [ 6 ] [ 7 ]   |
| Золотий глобус                       | 6 січня 2019    | Найкраща чоловіча роль — драма   | Рамі Малек                                                        | Перемога  | [ 6 ] [ 7 ]   |
| Премія БАФТА                         | 10 лютого 2019  | Найкращий британський фільм      | Богемна рапсодія                                                  | Номінація | [ 8 ] [ 9 ]   |
| Премія БАФТА                         | 10 лютого 2019  | Найкраща чоловіча роль           | Рамі Малек                                                        | Перемога  | [ 8 ] [ 9 ]   |
| Премія БАФТА                         | 10 лютого 2019  | Найкраща операторська робота     | Ньютон Томас Сігел                                                | Номінація | [ 8 ] [ 9 ]   |
| Премія БАФТА                         | 10 лютого 2019  | Найкращий звук                   | Джон Касалі, Тім Каваґін, Ніна Гартстон, Пол Массі, Джон Воргерст | Перемога  | [ 8 ] [ 9 ]   |
| Премія БАФТА                         | 10 лютого 2019  | Найкращий дизайн костюмів        | Джуліан Дей                                                       | Номінація | [ 8 ] [ 9 ]   |
| Премія БАФТА                         | 10 лютого 2019  | Найкращий грим і зачіски         | Марк Кольєр, Жан Сьюелл                                           | Номінація | [ 8 ] [ 9 ]   |
| Премія БАФТА                         | 10 лютого 2019  | Найкращий монтаж                 | Джон Оттман                                                       | Номінація | [ 8 ] [ 9 ]   |
| Супутник                             | 17 лютого 2019  | Найкращий актор — комедія/мюзикл | Рамі Малек                                                        | Перемога  | [ 10 ]        |
| Оскар                                | 24 лютого 2019  | Найкращий фільм року             | Богемна рапсодія                                                  | Номінація | [ 11 ] [ 12 ] |
| Оскар                                | 24 лютого 2019  | Найкраща чоловіча роль           | Рамі Малек                                                        | Перемога  | [ 11 ] [ 12 ] |
| Оскар                                | 24 лютого 2019  | Найкращий монтаж                 | Джон Оттман                                                       | Перемога  | [ 11 ] [ 12 ] |
| Оскар                                | 24 лютого 2019  | Найкращий звук                   | Пол Мессі, Тім Каваґін та Джон Казалі                             | Перемога  | [ 11 ] [ 12 ] |
| Оскар                                | 24 лютого 2019  | Найкращий звуковий монтаж        | Джон Воргерст та Ніна Гартстоун                                   | Перемога  | [ 11 ] [ 12 ] |
| Давид ді Донателло                   | 27 березня 2019 | Найкращий іноземний фільм        | Богемна рапсодія                                                  | Номінація | [ 13 ]        |